# Bandtång
Ålgräs (Zostera marina), även kallad bandtång, är en gömfröväxt som växer under vatten i havs- och brackvattenmiljöer. 

## Utbredning
Ålgräset är den mest spridda marina blommande växten på norra halvklotet. Den förekommer i kallare havsområden i Norra Atlanten och Stilla havet medan den försvinner i de sydligare områdena under varmare perioder. Den växer i Arktiska områden och överlever flera månaders istäcke per år. Det är det enda sjögräs som förekommer på Island. Den anträffas längs kusten runt om Skandinavien från Uppland och södra Finland till Finnmarken i Norge.

## Utseende och ekologi

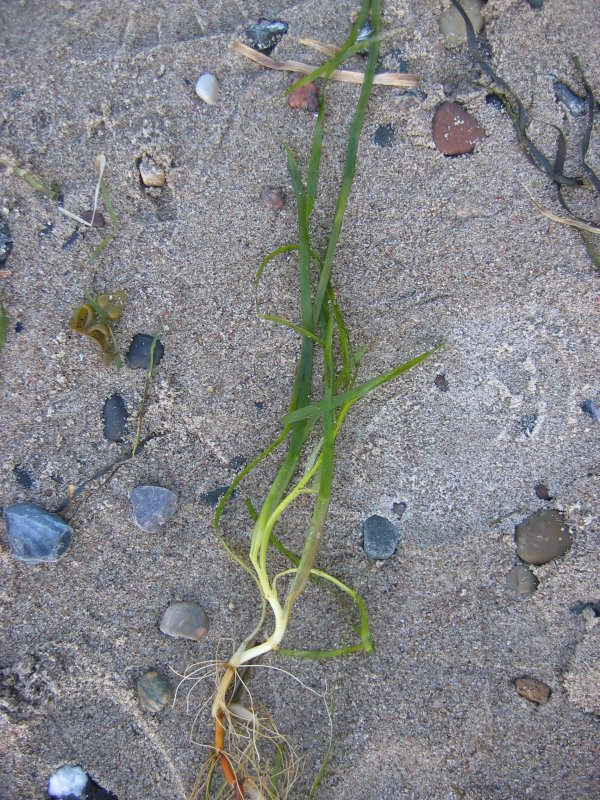
Ålgräs

Ålgräs är en stor enalid som växer på havsbottnar vid stränder likt högväxta gräsbestånd med bandlika blad på en halv till nära en meters längd. Den växer i vikar, laguner och estuarier, vid stränder och andra kusthabitat. Den föredrar lugnare vatten och växer i den sublittorala zonen, där den sällan utsätts för luft. Inledningsvis fäster denna lågt organiserade hydrofyt vid sandiga och leriga bottnar med hjälp av rhizom. Bladen fångar sedan upp partiklar i vattnet som ansamlas vid basen av växten och bygger på så vis upp ett bottenlager.
Den något plattade stjälken slutar med en blomställning som liknar ett platt, jämnbrett ax med blommorna glest ordnade på den ena plattsidan, han- och honblomma (eller ståndare och pistill) skiftesvis. Detta ax är i början inneslutet inom ett långt, smalt, blekt grönaktigt hölsterblad.
Hos alla arter inom släktet Zostera är blommorna submersa och pollineringen sker under vattnet. Ståndarknapparna tränger sig ut ur hölsterslidan och öppnar sig med en längdspringa, varefter de uttömmer sitt innehåll som små fina flockar i vattnet. Pollenkornen har ett annat utseende än hos övriga blomväxter och brukar kallas pollentrådar, eftersom de är formade som ytterst fina trådar eller hår, vid pass två millimeter långa men bara 0,008 millimeter tjocka. Även pistillens två märken är trådlika och kan därigenom fånga de fina, böjliga pollentrådarna, då dessa förs förbi av vattnet. Blomningsförloppet är proterogynt, och infaller under högsommaren. Frukten är en tre millimeter lång, räfflad nöt med en liten fästknöl på sidan.

## Användning
På grund av ålgräsets stora bladmassor lönar den sig att samla som foder åt kreatur och som gödsel. I torkat skick, då färgen är vitaktig, är den ett lätt och mjukt inpacknings- och stoppningsmaterial, och används som väggfyllning, taktäckning med mera. I Skåne användes den förr till låga vallar – så kallade "tångdiken".

## Namn
Ålgräs kallas ofta även bandtång. I Blekinge och svenskspråkiga Finland har den även kallats kåve